# The Notorious B.I.G.
Christopher George Latore Wallace (New York City, New York, SAD, 21. svibnja 1972. – Los Angeles, Kalifornija, SAD, 9. ožujka 1997.), bolje poznat po svom umjetničkom imenu Biggie Smalls (po gangsteru iz filma Let's Do It Again snimljenog 1975. godine), Big Poppa, Frank White (po filmu King of New York) te po najpoznatijem umjetničkom pseudonimu The Notorious B.I.G. (Business Instead of Game) bio je američki reper i tekstopisac.
Rođen je u Brooklynu, New Yorku, te je odrastao na vrhuncu epidemije cracka 1980-ih, te se od malena počeo baviti trgovanjem drogom. Kada je potpisao ugovor za diskografsku kuću Bad Boy Records debitirao je albumom Ready to Die 1994. godine, postao je glavna ličnost hip hopa Istočne obale te ojačao položaj njujorške hip hop scene kada je žanr bio pod dominacijom glazbenika i umjetnika s Zapadne obale. Sljedeće godine Biggie je osnovao, te je predvodio svoje prijatelje iz djetinjstva preko grupe Junior M.A.F.I.A.
Prilikom snimanja svog sljedećeg albuma, Biggie se upetljao u Sukob Istočne i Zapadne obale koji je dominirao tadašnjom hip hop scenom. Dana 9. ožujka 1997. godine, nepoznati napadač ga je ubio hicima iz jurećeg automobila (drive-by pucnjava) u Los Angelesu. Njegov dvostruki album Life After Death, izdan petnaest dana kasnije, došao je na prvo mjesto američke top ljestvice Billboard 200, te je album stekao dijamantnu certifikaciju 2000. godine.

## Diskografija
| - 1994.: Ready to Die - 1997.: Life After Death - 1997.: Life After Death - 1999.: Born Again - 2005.: Duets: The Final Chapter | - 1995.: Conspiracy (zajedno s Junior M.A.F.I.A.) - 2007.: Greatest Hits - 2009.: Notorious: Original Motion Picture Soundtrack |

## Vanjske poveznice
- Službena stranica
- Dueti Biggie Smallsa
- Film Notorious  Arhivirana inačica izvorne stranice od 1. prosinca 2011. (Wayback Machine)
- Dokumentarac Biggie Smallsa  Arhivirana inačica izvorne stranice od 10. rujna 2011. (Wayback Machine)